# Friedrich Löhrcke
Friedrich Löhrcke (Berlijn, 1813 – om 1900) was een Duits componist, militaire kapelmeester en hoboïst.

## Levensloop
Löhrcke was vooral een militaire muzikant en kapelmeester. Hij dirigeerde onder anderen vanaf 1842 het militaire muziekkorps van het 10e Infanterie Regiment in Breslau, nu: Wrocław. In 1850 veranderde hij zich en werd dirigent van de militaire muziekkapel van het Pruisische 1e Garde Veldartillerie Regiment. Toen had dit muziekkorps een identieke bezetting als de korpsen van de infanterie. Löhrcke schreef in 1852 een mars, die bij de compositiewedstrijd van de muziekuitgeverij Bote & Bock Berlijn een 4e prijs won. Op 18 januari 1854 werd hij onderscheiden met het algemene ereteken van het Duitse leger. In 1860 ging hij met pensioen.

## Composities

### Werken voor harmonieorkest
- 1852 Marsch, 4e prijs bij het Mars-compositie-wedstrijd van de muziekuitgave Bote & Bock Berlijn in 1852
- 1857 Marsch, in het trio is een thema verwerkt uit de pianosonate in A-groot van Ludwig van Beethoven
- Schmiegen und Biegen, Rheinländer-polka

### Werken voor piano
- Der 19.te Februar, mars